# Josef Simon (Philosoph)
Josef Simon (* 1. August 1930 in Hupperath, Eifel; † 28. März 2016 in Bonn) war ein deutscher Philosoph.

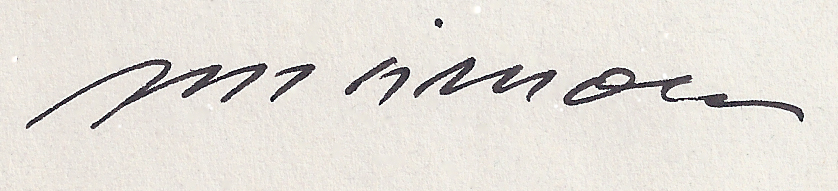
Josef Simon. Signatur 21.12.1994

## Leben

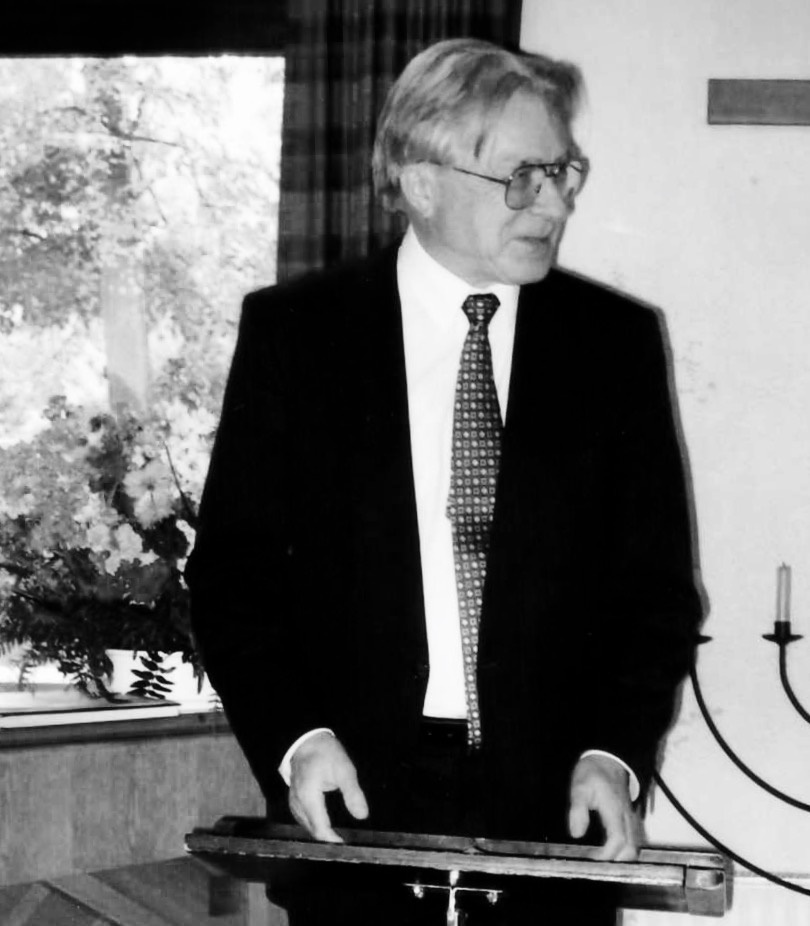
Josef Simon bei einem Vortrag in Rimbach (2003)

Josef Simon nahm 1950 ein Studium der Philosophie, Germanistik, Geographie und Geschichte an der Universität zu Köln auf. Zu seinen akademischen Lehrern zählten hier Bruno Liebrucks, Heinz Heimsoeth und (in der Germanistik) Richard Alewyn; 1957 wurde er bei Bruno Liebrucks mit der Arbeit „Das Problem der Sprache bei Hegel“ promoviert. Nach einer Tätigkeit als Referent der Studienstiftung des deutschen Volkes in Bad Godesberg folgte Simon im Jahre 1960 Liebrucks, der ihm eine Assistentenstelle anbot, an die Universität Frankfurt (Main), an der er unter anderem auch in näheren Kontakt zu Theodor W. Adorno trat. In Frankfurt habilitierte sich Simon 1967 mit der Arbeit „Sprache und Raum. Philosophische Untersuchungen zum Verhältnis zwischen Wahrheit und Bestimmtheit von Sätzen“; er lehrte hier als Oberassistent und zuletzt auch Professor bis zu seiner Berufung auf ein Ordinariat als Nachfolger von Karl Ulmer an die Eberhard Karls Universität in Tübingen, die im Jahre 1971 erfolgte. In der Tübinger Zeit entstanden Werke wie die große Monographie „Wahrheit als Freiheit. Zur Entwicklung der Wahrheitsfrage in der neueren Philosophie“ (1978) oder auch Simons „Sprachphilosophie“ (1981), die ihn weit über die Fachgrenzen hinaus bekannt machte; wichtige Kooperationspartner waren jetzt u. a. Eugenio Coseriu und Mihailo Đurić, mit dem Simon die während der 1980er Jahre prominenten Dubrovniker Nietzsche-Kurse ins Leben rief. 
1982 wechselte Simon als Nachfolger von Hans Wagner an die Rheinische Friedrich-Wilhelms-Universität Bonn, wo er u. a. die kommissarische Leitung der Abteilung für Kantforschung innehatte. 
In Bonn entstanden Simons „Philosophie des Zeichens“ (1989) wie auch als letzte Monographie das Werk „Kant. Die fremde Vernunft und die Sprache der Philosophie“ (2003). Neue Kooperationspartner waren jetzt unter anderem der Bonner Sinologe Rolf Trauzettel und der japanische Philosoph Tomonóbu Imamíchi, an dessen Eco-Ethica-Gruppe Simon seit den 1990er Jahren regelmäßig teilnahm. Simon war daneben von 1985 bis 1994 Herausgeber der „Allgemeinen Zeitschrift für Philosophie“, 1990–2010 zudem Mitherausgeber der „Nietzsche-Studien“.
2004 wurde ihm für sein Lebenswerk von der Aristoteles-Universität Thessaloniki die philosophische Ehrendoktorwürde verliehen. Simon war mit der Philosophin Gertrud Simon, geb. Prieß (1932–2013) verheiratet. Mehrere Bücher sowie zahlreiche Aufsätze Simons wurden weltweit durch Übersetzungen in insgesamt zehn Sprachen bekannt.

## Werk
Bereits Simons Dissertation von 1957 erweist ihn als selbständigen Denker, der auf konstruktive Weise „heterodoxe“ Perspektiven zu erschließen vermag: durch Liebrucks inspiriert, stellt er als erster systematisch die zentrale Rolle der Sprache in Hegels Denken dar. – Die Habilitationsschrift „Sprache und Raum“ enthält dann in konzentrierter Form bereits zahlreiche Thesen, die für Simons philosophischen Ansatz konstitutiv bleiben sollten. Das Buch variiert das Kantische Thema „Begriff und Anschauung“, zielt dabei mit „Sprache“ aber auf die jeweils bestimmte Rede, die schon den anderen adressiert, mit „Raum“ auf den Inbegriff der „nichtinstitutionalisierten sinnlichen Erfahrung“ als der Sphäre des Erscheinens von etwas, auf das sich bestimmte Rede überhaupt bezieht. Wenn die Tendenz rationaler Wissensformen darauf geht, möglichst zu einer letzten Gleichung von Satzstruktur und Raumstruktur zu gelangen und in diesem Sinne bestimmte Sätze grundsätzlich auch schon als wahre Sätze ansehen zu können, dann unterläuft nach Simon das philosophische Wissen genau diese Tendenz. Und wenn Wissenschaft sich Subjekte erzieht, deren Wert und Selbstwertgefühl gerade darin besteht, durcheinander substituierbar zu sein, so macht die Philosophie darauf aufmerksam, dass ursprüngliche materiale Bestimmtheit so gerade nicht induziert werden kann, sondern dass es dafür der Individualität, des im Raum auf bestimmte Weise schon affizierten Subjektes bedarf. Die Philosophie hält daran fest, dass wirkliche Sprache in diesem Sinne nicht ein formales Zeichensystem oder gar ein technisch beherrschbarer „Kommunikationsablauf“, sondern das Sprechen des Individuums ist, das sich sprechend wesentlich räumlich von seinem Adressaten unterscheidet und das sich sprechend zugleich auf ein im Raume Erscheinendes bezieht, das der gemeinsame Gegenstand des Sprechens des einen wie des anderen Individuums sein soll, seine Identität aber doch nur in der sprachlichen „Auseinandersetzung“ mit ihm hat.
Simons Tübinger Studie „Wahrheit als Freiheit“ ist eine kritische Auseinandersetzung mit weithin vorherrschenden Konzeptionen von Wahrheit, die diese auf abstrakte geltungstheoretische Voraussetzungen und damit verbundene Subreptionen von „Intersubjektivität“ stützen wollen. Simon versucht stattdessen auf einen Begriff von Wahrheit zurückzugehen, für den die entscheidenden Stichworte weder „Korrespondenz“ noch „Kohärenz“, weder „Konsistenz“ noch „Konsens“ sind, sondern für den eine reale Option individueller und freier Akzeptanz von Sätzen entscheidend und konstitutiv wird: Wahrheit referiert auf das freie Sich-Aussprechen des Individuums und ebenso auf die Freiheit, sich in solchem Sich-Aussprechen etwas gesagt sein zu lassen.
In seiner „Sprachphilosophie“ von 1981 positioniert Simon sein Sprachdenken ebenso in Anknüpfung an Autoren der Tradition wie Johann Georg Hamann, Wilhelm von Humboldt und Friedrich Nietzsche wie zugleich in Auseinandersetzungen mit Zeitgenossen (Noam Chomsky, Jacques Derrida, Louis Hjelmslev, Willard Van Orman Quine, Alfred Tarski, Ludwig Wittgenstein u. a.). Die hier bereits auftauchende Frage nach dem Zeichen wird wenig später das Hauptthema von Simons „Philosophie des Zeichens“, die zugleich die Skizze eines neuen und eigenständigen fundamentalphilosophischen Ansatzes enthält. Das Buch verwandelte das Zeichen aus einer letztlich technizistisch verstandenen Funktionsgröße, wie sie sowohl der Strukturalismus als auch die Semiotik kennen, in eine Instanz bleibender Fremdheit und damit einen Ort des Einbruchs des „Raumes“ im Sinne der Habilitationsschrift in scheinbar eindeutige Bedeutungskontinua. Auch Simons Kantbuch von 2003 nimmt im Spiegel des Klassikers diese Thematik noch einmal auf, ist der Raum in Simons Verständnis doch das Fremdheitsprinzip, das mir auch in „fremder Vernunft“ begegnet, die Sprache der Philosophie aber die einzige, die diesem Prinzip wirklich gerecht zu werden vermag – philosophische Sprache verarbeitet immer die Erfahrung von Differenz und Entäußerung und wehrt entsprechend allem Schein von Identität und Konsonanz. Simons Arbeit rückt sehr weit vom „konventionellen“ Kantbild ab, insoweit sie etwa Kants „reine Vernunft ... unmittelbar zum Standpunkt der Weltorientierung besondert“ (Max Gottschlich). Damit verbunden aber gibt sie zahlreiche Anstöße, Kant durchaus farbiger und „dialektischer“ zu verstehen, als es in rein transzendentalphilosophischer Perspektive sonst geschieht.

## Schriften
- Das Problem der Sprache bei Hegel. Kohlhammer-Verlag, Stuttgart 1966.
  - Spanische Übersetzung: El problema del lenguaje en Hegel, übers. von Ana Agud und Rafael de Agapito, Madrid 1982.
- Sprache und Raum. Philosophische Untersuchungen zum Verhältnis zwischen Wahrheit und Bestimmtheit von Sätzen. Verlag Walter de Gruyter, Berlin 1969.
- Sprachphilosophische Aspekte der Kategorienlehre. Heiderhoff Verlag, Frankfurt/Main 1971.
- Philosophie und linguistische Theorie. Verlag Walter de Gruyter, Berlin/New York 1971.
- Aspekte und Probleme der Sprachphilosophie. Karl Alber Verlag, Freiburg/München 1974.
- Wahrheit als Freiheit. Zur Entwicklung der Wahrheitsfrage in der neueren Philosophie. Verlag Walter de Gruyter, Berlin/New York 1978.
  - Spanische Übersetzung: La verdad como libertad, übers. von Ana Agud und Rafael de Agapito, Salamanca 1983.
- Sprachphilosophie. Handbuch Philosophie, hg. von Elisabet Ströker, Wolfgang Wieland, Karl Alber Verlag, Freiburg/München 1981.
  - Portugiesische Übersetzung: Filosofia da linguagem, übers. von Artur Morao, Lisboa 1990.
- Philosophie des Zeichens, Verlag Walter de Gruyter, Berlin/New York 1989.
  - Englische Übersetzung: Philosophy of the Sign, übers. von George Heffernan, Albany 1995.
  - Spanische Übersetzung: Filosofia del signo, übers. von Ana Agud, Madrid 1998.
  - Polnische Übersetzung: Filozofia znaku, übers. von Jarosław Merecki, Warszawa 2004.
- Bemerkungen zu den Beiträgen zur Philosophie des Zeichens. In: Borsche/Stegmaier (Hg.): Zur Philosophie des Zeichens. Berlin 1992, Seite 195 ff.
- Was ist Wirklichkeit? Festvortrag. Sonderdruck der Evangelischen Akademie der Pfalz, 1993.

- Zeichenversionen. Über analytische und synthetische Hypothesen. Jenaer philosophische Vorträge und Studien, Bd. 18, hg. von Wolfgang Hogrebe, Erlangen/Jena 1996.
- Kant. Die fremde Vernunft und die Sprache der Philosophie, Verlag Walter de Gruyter, Berlin/New York 2003.
- Écriture sainte et philosophie critique, hg. und übersetzt von Marc de Launay, Paris 2005.
- Signe et interprétation, hg. von Denis Thouard, übersetzt von Christian Berner, Marc de Launay, und Denis Thouard, Villeneuve d´Ascq Cedex 2004.
- Philosophie als Verdeutlichung. Abhandlungen zu Erkennen, Sprache und Handeln. Herausgegeben von Thomas Sören Hoffmann, Verlag Walter de Gruyter, Berlin/New York 2010.